# Hermann Bergmann (Künstler)

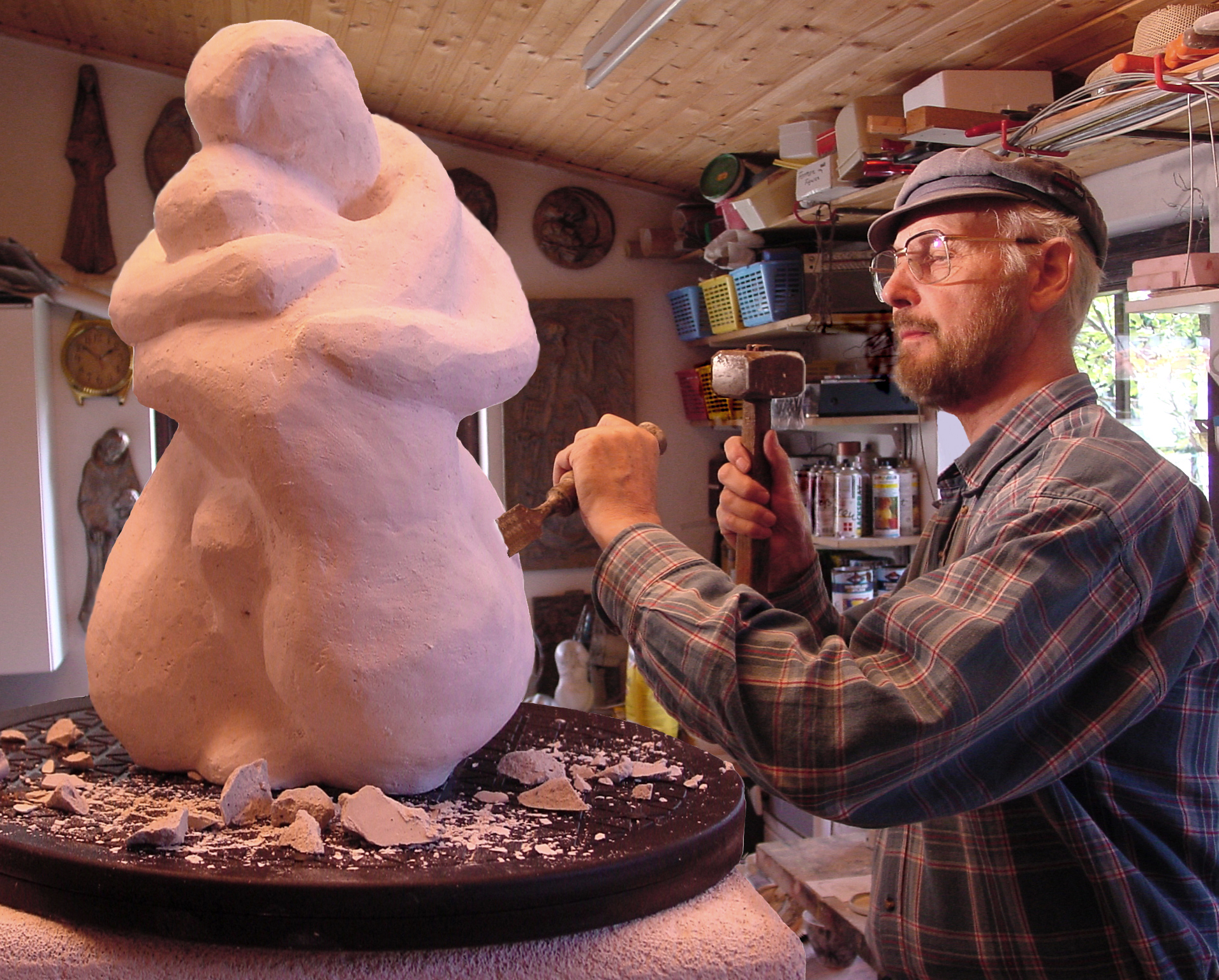
Hermann Bergmann bei Bildhauerarbeiten in seinem Atelier in Neusiedl am See (Juni 2008)

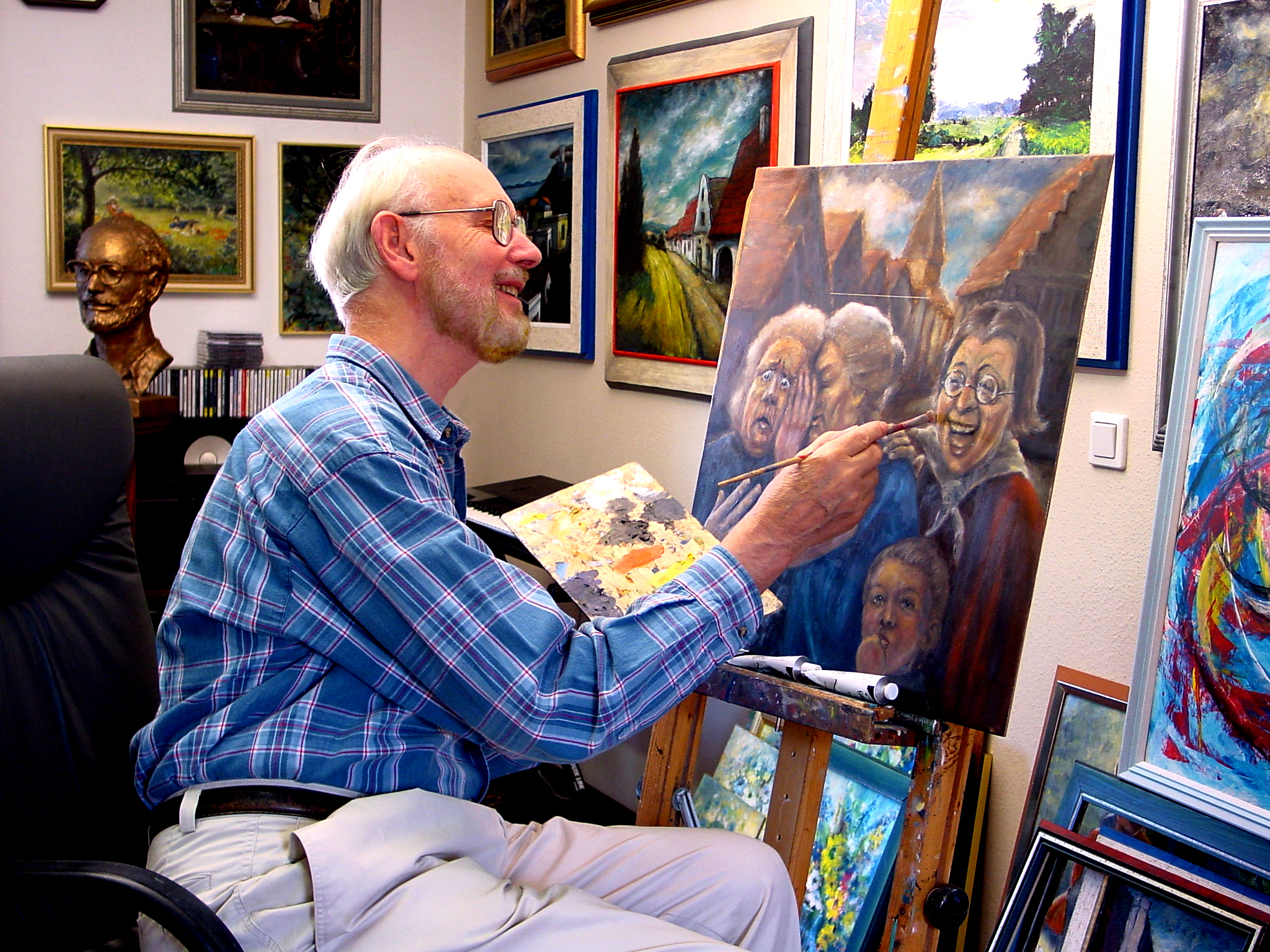
Hermann Bergmann malt in seinem Atelier in Neusiedl am See (Dezember 2014)

Hermann Bergmann (* 5. Januar 1926 in Rhode, Westf.; † 13. April 2019 in Neusiedl am See) war ein deutscher Komponist, Liedtexter, Autor und Künstler.

## Biografie
Nach einer Ausbildung als Ingenieur-Offizier bei der Marine beendete ein schwerer Maschinenunfall seine Laufbahn bei der Seefahrt. Er studierte in Folge in Bonn, Münster und Rom Naturwissenschaften, Theologie, Kunstgeschichte und Philosophie. Schließlich promovierte er im Bereich Tiefenpsychologie. Er wurde zum röm.-kath. Priester geweiht (später laisiert) und trat für einige Jahre dem Orden der Pallottiner bei.
Bekanntheit erlangte er durch Kompositionen von rund dreißig geistlichen Lieder und etwa zwanzig Kinder- und Jugendmessen in der Frühzeit des Neuen Geistlichen Liedes. Gemeinsam mit seinem Schwager Hartmut Wortmann veröffentlichte er etwa die Pfälzer Kindermesse die in zahlreiche geistliche Gesangbücher wie etwa Das Lob und in Diözesanausgaben des Gotteslob Einzug gehalten hat. Eine musikalische Zusammenarbeit gab es unter anderem auch mit Hans-Georg Pappe. Von 1962 bis 1973 leitet er das von ihm gegründete Musikstudio Union Limburg. Zunächst wurden vor allem die Schallplatten von Heinz Perne produziert. 1973 folgte die Gründung des Studio Montan in Köln am Rhein, später in Airport-Studio umbenannt. Hier gab es eine Zusammenarbeit mit Größen des deutschen Show-Geschäfts wie Karl Dall und der Band Die Toten Hosen aber auch mit Pink Floyd aus London. Neben den Musikproduktionen drehte Bergmann auch Film-Dokumentationen für das ZDF, z. B. Abstieg zur Tiefe (1970).
1992 zog Bergmann in seine Wahlheimat Neusiedl am See in Österreich, wo er sich ein Atelier und eine Bildhauerwerkstatt eingerichtet hat.
Als eines seiner bedeutendsten plastischen Werke gilt der Lebensbrunnen im Goldbergpark, den er der Stadt Neusiedl am See zu ihrem 800-Jahre-Jubiläum gewidmet hat. Bilder von ihm hängen auch in der Stadtpfarrkirche von Neusiedl am See.

## Werke (Auswahl)

### Kompositionen und Liedtexte
- Pfälzer Kindermesse (1977)[11]
- Frankfurter Jugendmesse (1977)[12]
- Heidelberger Kindermesse (1977)[13]
- Mülheimer Jugendmesse (1977)[14]
- Lennestädter Kindermesse (1985)[15]

- Guter Gott, dankeschön (Text: Rolf Krenzer, 1995, Melodie: Hermann Bergmann und Hartmut Wortmann) wurde ins Gesangbuch Wo wir dich loben, wachsen neue Lieder - plus Nr. 48 aufgenommen.

### Künstlerische Werke

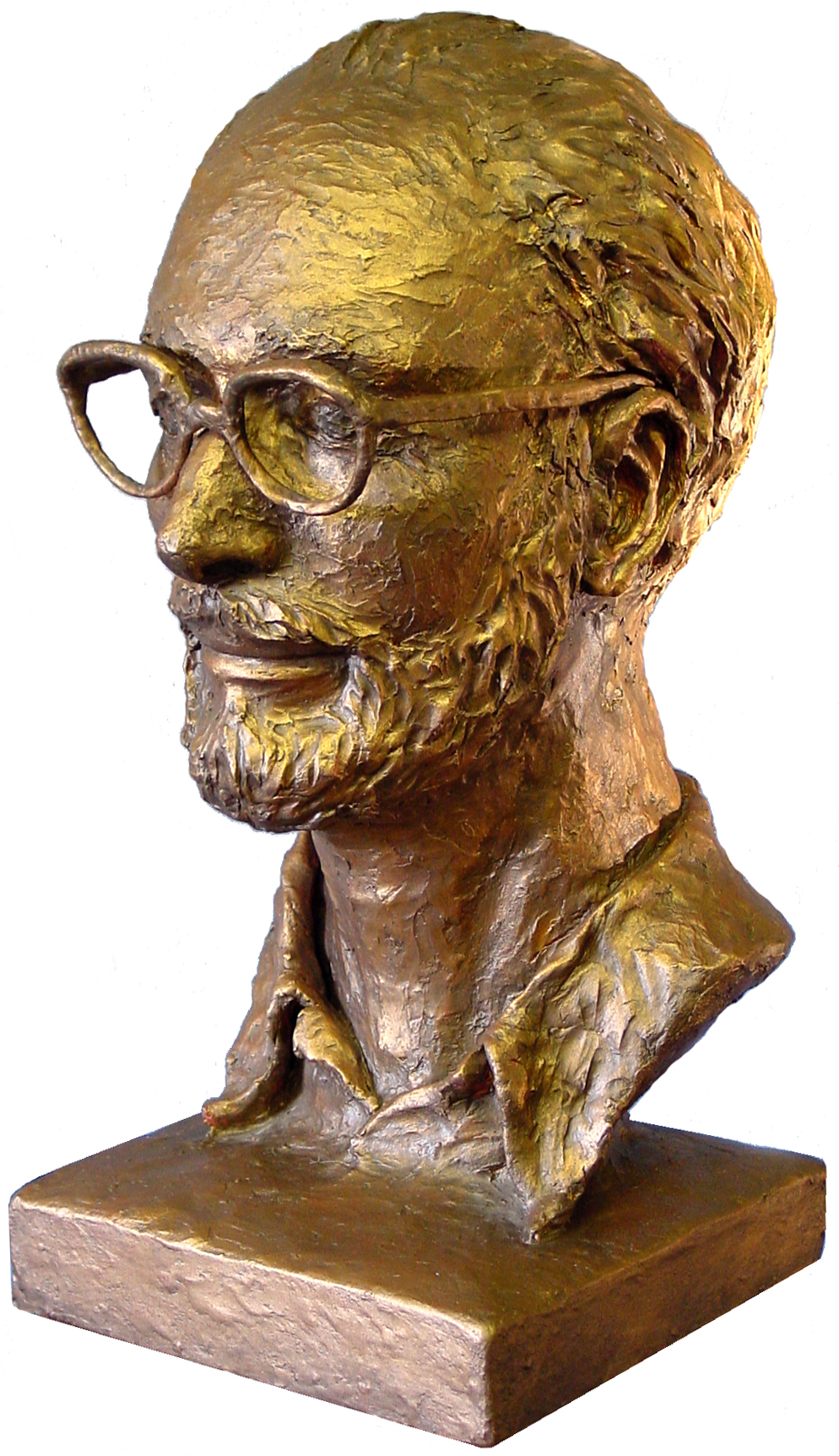
Selbstbildnis – Plastik
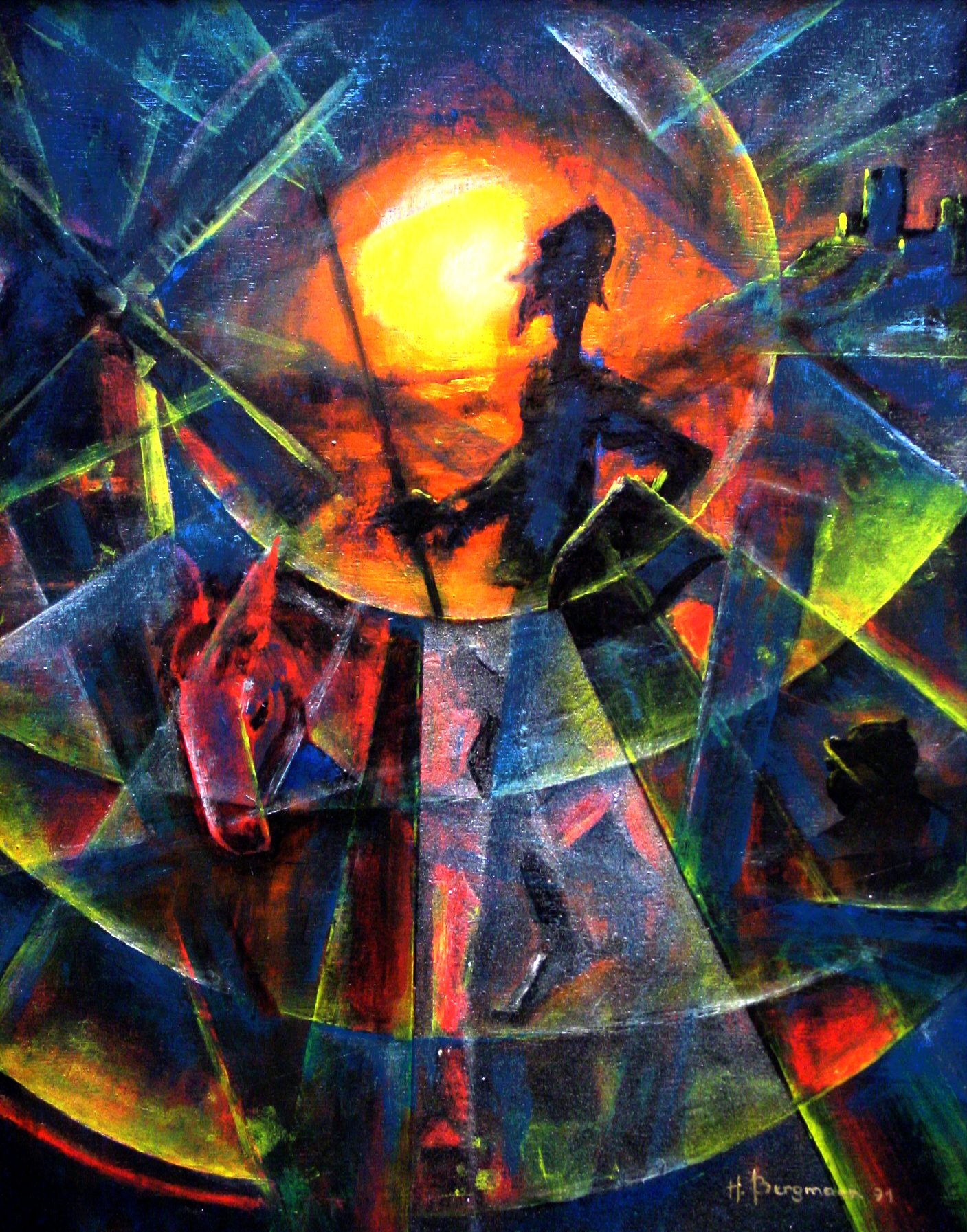
Don Quijote – kubistisch, Acryl und Öl
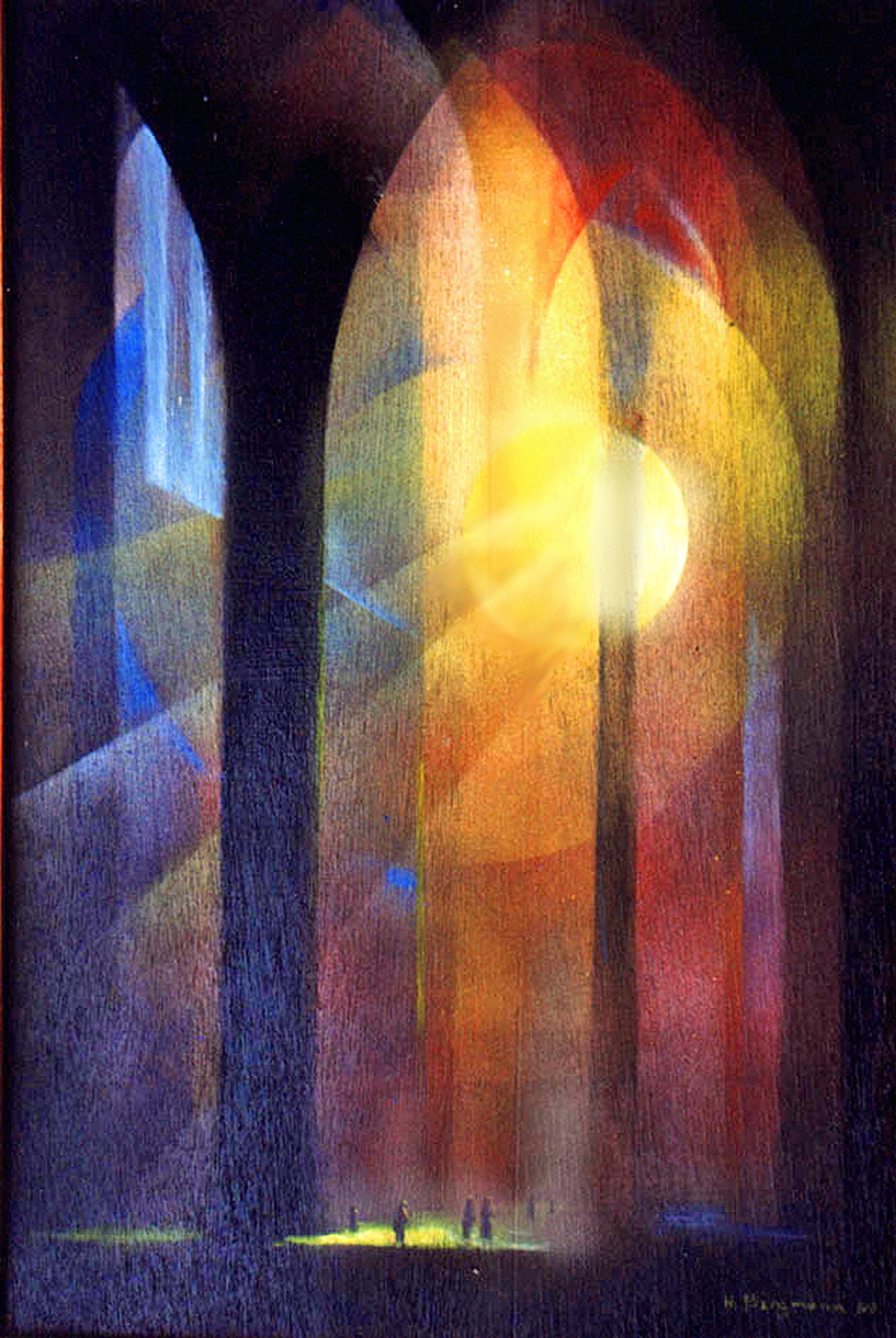
Kathedrale – Acryl und Öl
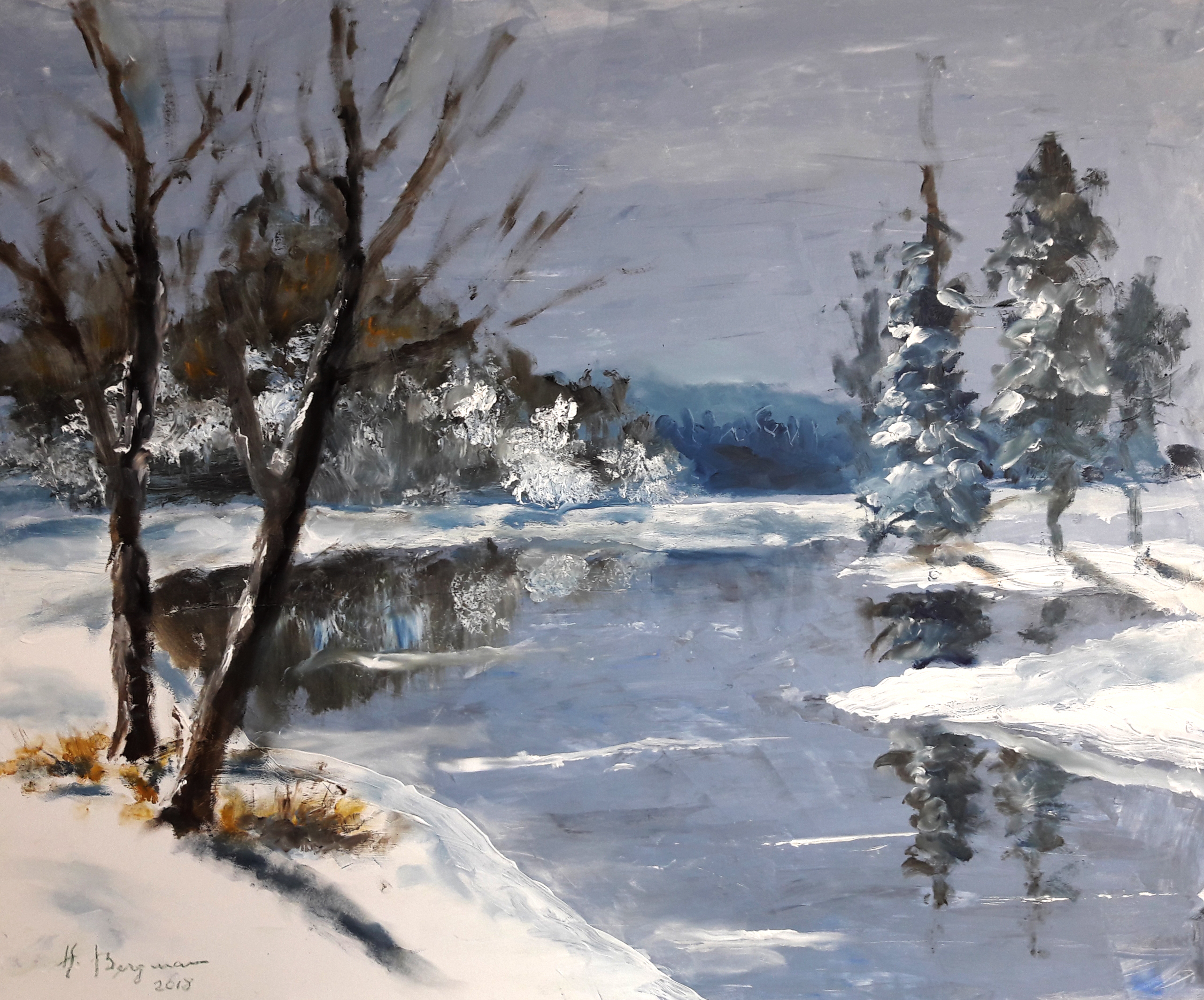
Winterlandschaften – Acryl und Öl
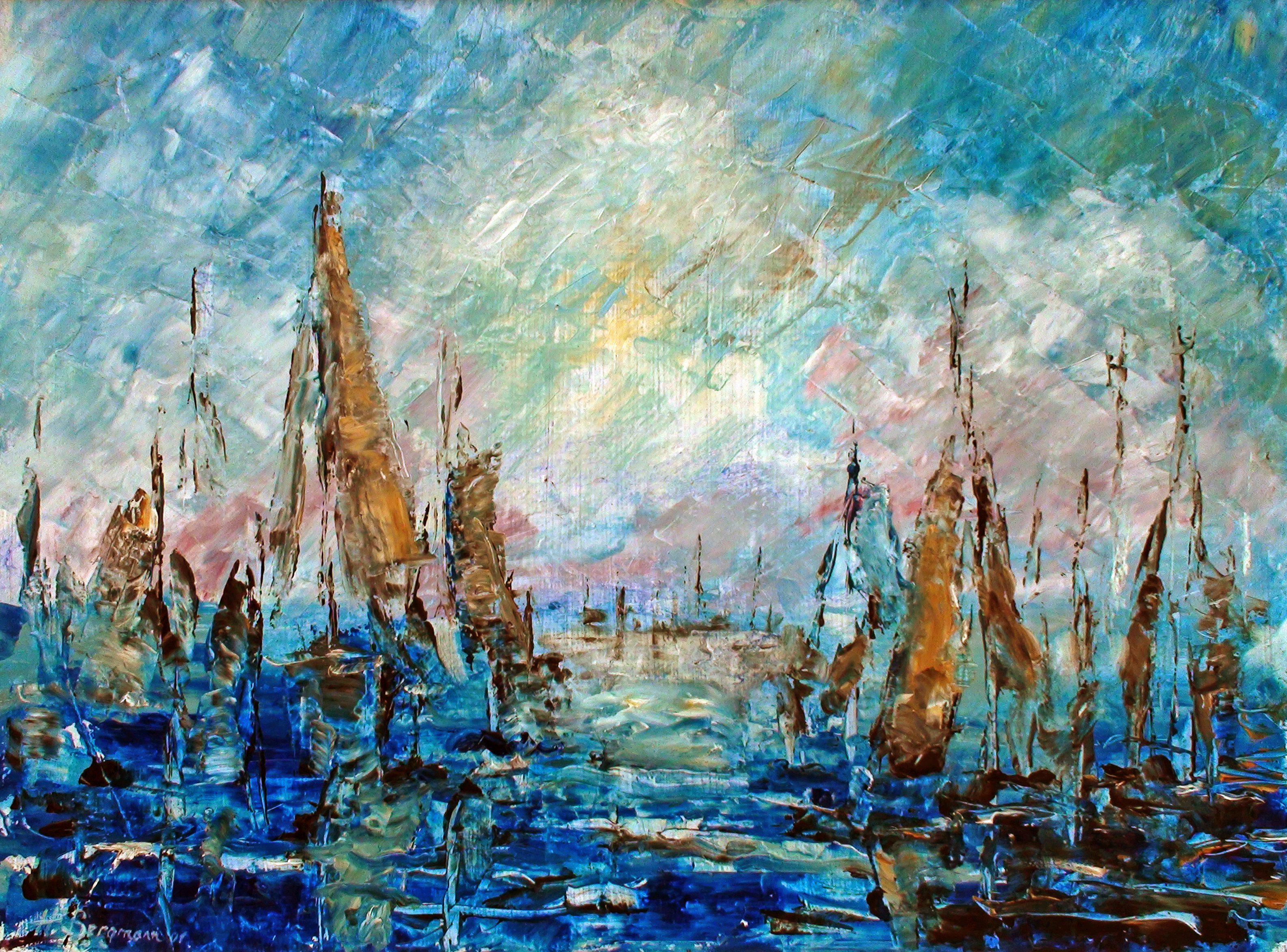
Segelboote – Acryl und Öl
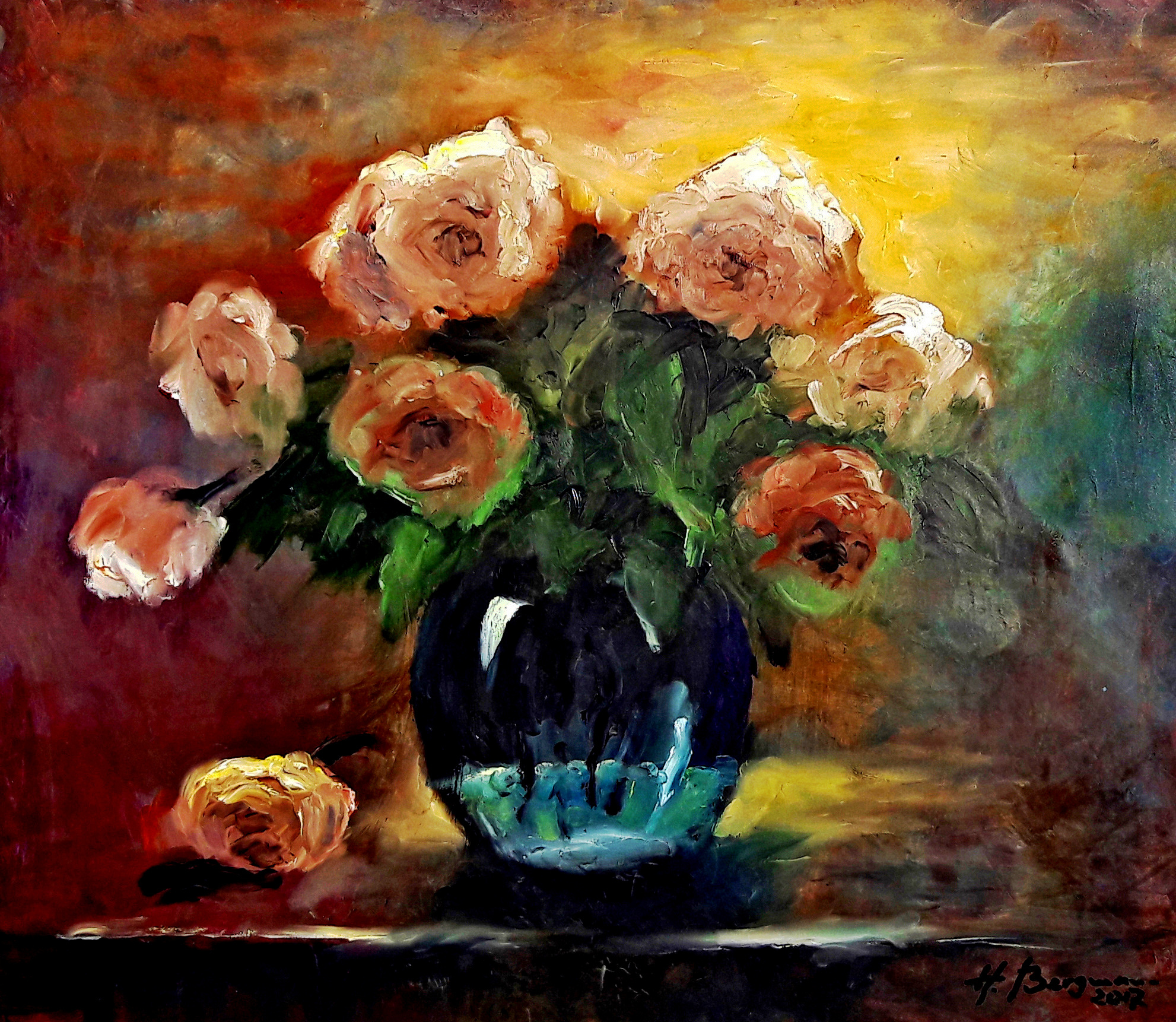
Blumen – Acryl und Öl

### Bücher
- Auf dem Wege zur Persönlichkeit: Wesen, Wert u. Recht d. Individualität. Eine anthropolog. Studie. (1964)[16]